# Couvent des Cordeliers de Troyes
Pour les articles homonymes, voir Couvent des Cordeliers et Cordeliers.

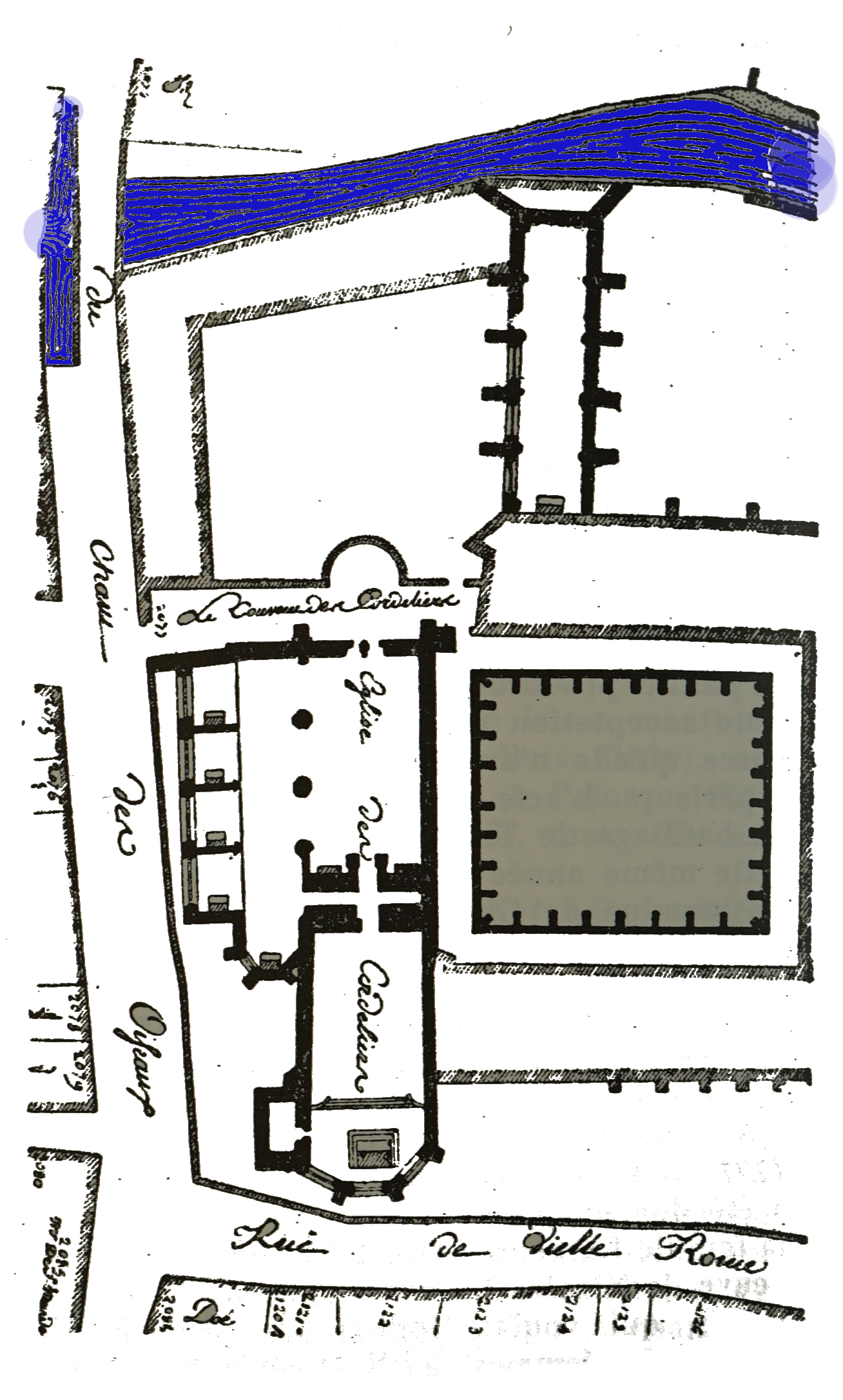
L’église du couvent des cordeliers en 1769 sur le plan Coluel.

Le couvent des Cordeliers de Troyes est un ancien couvent franciscain de la commune française de Troyes, datant du Moyen Âge.

## Histoire
Les frères mineurs s'implantent à Troyes en 1237 par Thibaut IV de Champagne, en dehors de la ville après la porte Comporté. Ils y restent une vingtaine d'années. Leurs bâtiments sont jugés humides et en mauvais état[réf. nécessaire]. Frère Jean, profès de la maison et docteur de Paris, sollicite de Thibaut V de Champagne un établissement dans la ville même. Vers 1258 Thibaut V leur donne l'emplacement dans le quartier de la Broce-aux-Juifs (locum de Brocia).
L'arrivée en ville est une source de friction avec les chapitres de Saint-Pierre et de Saint-Étienne, et les curés de Saint-Jean et de Saint-Rémi : ceux-ci protestent au nom de leurs droits annuels sur quelques maisons. Frère Jean porte l'affaire devant le pape Alexandre IV, qui nomme des arbitres. Il est décidé que les Cordeliers doivent une rente de 20 livres aux chapitres de Saint-Pierre et de Saint-Étienne et au curé de Saint-Rémi ; ce qui est payé par les comtes de Champagne.
Vers 1239 l'évêque Nicolas de Brie pose la première pierre de l'église, envoyée avec des indulgences par le pape (Grégoire IX).
La construction est achevée en 1263 et dédiée à saint Jean-l'Évangéliste et sainte Madeleine.
En septembre 1271 Henri III de Champagne accorde des lettres de sauvegarde aux cordeliers de Troyes et ratifie les donations de son frère Thibaut V (à qui il a succédé l'année précédente 1270). La même année 1271, il achète des maisons pour agrandir les bâtiments des cordeliers et les entourer de murailles.
En 1381 Charles VI les exempte du payement des droits d'entrée dans la ville.
Nicolas Guiotelli projette de construire la chapelle de la Passion en 1476 ; il intéresse à cette construction le pape Sixte IV, avec qui il a fait des études. Le provincial Regnault de Marscot fait achever ce bâtiment en 1481 et le fait orner de peintures. Quelques personnages célèbres y sont enterrés, dont Robert de Chantaloé seigneur de Baire († 1535) et son épouse Catherine Dorigny († 1530) ; et dans le caveau sous le sanctuaire, Pierre Pithou († 1596) et son frère François Pithou († 1621).
Le gardien Banqueville fait construire vers 1523 l'aile du cloître du côté du réfectoire. Le provincial Morelli fait construire en 1546 l'aile du côté de la sacristie et les deux autres ailes, avec le bâtiment sur la rue du Bois et celui qui, fin XVIIIe siècle, sert d'écurie aux chevaux de la maison du roi.
Le bâtiment de la bibliothèque est construit en même temps que la chapelle de la passion. Jacques Hennequin, docteur en théologie à la Sorbonne († 1661), chanoine de Saint-Pierre de Troyes et grand bibliophile, donne le 22 septembre 1651 le contenu de sa bibliothèque à celle des cordeliers ; après sa morts, tous ses manuscrits et imprimés y sont déposés. le chapitre provincial ratifie cette fondation deux ans après ; c'est la naissance de la première bibliothèque de Troyes, qui doit être ouverte les lundis, mercredis et vendredis de midi jusqu'au soleil couchant. Longtemps négligée, en 1773 P. Leclerc prend la fonction de bibliothécaire et y remet de l'ordre. Elle est rouverte à partir du premier lundi de mars mais des difficultés s'élèvent à ce sujet parmi les religieux et elle est de nouveau fermée, sa clé confiée au maire M. Dereins. Le P. Gambiez prend la suite comme bibliothécaire.
Lors de la Révolution française ces biens sont saisis.